# Primera 'A' Apertura 2009

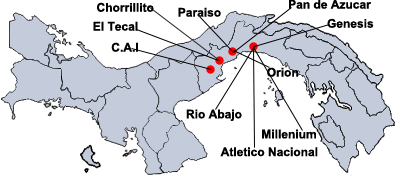
Distribución de los equipos de la Primera A 2009.

A continuación se detallan los resultados del torneo de apertura de la Primera A de la ANAPROF. El Campeón fue el Río Abajo Fútbol Club, al venecer al Club Atlético Independiente de La Chorrera en la final.

## Cambios en el torneo Apertura 2009
- La Liga aumentó el número de equipos participantes, de 8 a 10 equipos.

## Equipo de la Primera A 2009
| Equipo               | Ciudad        |
| -------------------- | ------------- |
| AD Orión             | San Miguelito |
| Chorrillito FC       | Arraiján      |
| C.A.I.               | La Chorrera   |
| CD Pan de Azúcar     | San Miguelito |
| Deportivo Génesis    | San Miguelito |
| El Tecal FC          | Arraiján      |
| Millenium FC         | San Miguelito |
| Paraíso FC           | San Miguelito |
| Río Abajo FC         | Panamá        |
| SD Atlético Nacional | Panamá        |

## Estadísticas Primera A Apertura 2009
| Posición | Equipo               | Juegos | Ganados | Empatados | Perdidos | Goles a favor | Goles en contra | +/- | Puntos |
| -------- | -------------------- | ------ | ------- | --------- | -------- | ------------- | --------------- | --- | ------ |
| 1.       | Río Abajo FC         | 18     | 12      | 5         | 1        | 48            | 20              | +28 | 41     |
| 2.       | SD Atlético Nacional | 18     | 10      | 5         | 3        | 34            | 17              | +17 | 35     |
| 3.       | C.A.I.               | 18     | 11      | 2         | 5        | 35            | 22              | +13 | 35     |
| 4.       | Paraíso FC           | 18     | 9       | 5         | 4        | 43            | 28              | +15 | 32     |
| 5.       | Chorrillito FC       | 18     | 10      | 1         | 7        | 35            | 36              | -1  | 31     |
| 6.       | CD Pan de Azúcar     | 18     | 7       | 3         | 8        | 49            | 33              | +16 | 24     |
| 7.       | AD Orión             | 18     | 7       | 2         | 9        | 37            | 33              | +4  | 23     |
| 8.       | Millenium FC         | 18     | 5       | 3         | 10       | 29            | 38              | -9  | 18     |
| 9.       | El Tecal             | 18     | 4       | 2         | 12       | 19            | 48              | -29 | 14     |
| 10.      | Génesis              | 18     | 1       | 0         | 17       | 19            | 72              | -53 | 3      |

- (Los equipos en verde señalan los clasificados a semifinales.)

### Ronda Final
|  | Semifinals           | Semifinals           | Semifinals |        |              | Final        | Final | Final |  |
|  |                      |                      |            |        |              |              |       |       |  |
|  |                      |                      |            |        |              |              |       |       |  |
|  | Río Abajo FC         | Río Abajo FC         | 5          |        |              |              |       |       |  |
|  | Río Abajo FC         | Río Abajo FC         | 5          |        |              |              |       |       |  |
|  | Paraíso FC           | Paraíso FC           | 4          |        |              |              |       |       |  |
|  | Paraíso FC           | Paraíso FC           | 4          |        | Río Abajo FC | Río Abajo FC | 1     |       |  |
|  |                      |                      |            |        | Río Abajo FC | Río Abajo FC | 1     |       |  |
|  |                      |                      | C.A.I.     | C.A.I. | 0            |              |       |       |  |
|  | SD Atlético Nacional | SD Atlético Nacional | C.A.I.     | C.A.I. | 0            | 1            |       |       |  |
|  | SD Atlético Nacional | SD Atlético Nacional |            |        |              | 1            |       |       |  |
|  | C.A.I.               | C.A.I.               | 2          |        |              |              |       |       |  |
|  | C.A.I.               | C.A.I.               | 2          |        |              |              |       |       |  |
|  |                      |                      |            |        |              |              |       |       |  |

#### Semifinal  de ida
| 24 de junio de 2009 | Paraíso FC | 4-3 | Río Abajo FC | Estadio Bernardo Candela Gil, |  |

| 25 de junio de 2009 | C.A.I. | 0-1 | SD Atlético Nacional | Estadio Agustín Muquita Sánchez, |  |

#### Semifinal de vuelta
| 27 de junio de 2009 | Río Abajo FC | 2-0 (5:4) | Paraíso FC | Estadio Bernardo Candela Gil, |  |

| 28 de junio de 2008 | SD Atlético Nacional | 0-2 (1:2) | C.A.I. | Cuadro de Kobee, |  |

#### Final
| 3 de julio de 2009 | Río Abajo FC      | 1-0 | C.A.I. | MiniRommel, |  |
|                    | John Gittens 115' |     |        |             |  |

| Campeón de la Primera A Apertura 2009: |
| -------------------------------------- |
| Río Abajo FC 2.º Título                |